# Rue Venture
La rue Venture est située dans le 1er arrondissement  de Marseille. 

## Situation et accès
Elle est située entre la rue Saint-Ferréol et la rue Paradis. C'est une petite rue peu connue mais qui, comme de nombreux lieux du quartier de l'Opéra dont elle fait partie, est chargée d'histoire. 

## Origine du nom
Elle porte le nom d'André Venture, propriétaire des terrains sur lesquels elle fut ouverte.

## Historique
La rue Venture fut ouverte en 1690 sur des terrains dont le propriétaire, André Venture, appartenait à une famille de notables marseillais. La famille Venture donna donc son nom à la rue.
Elle s'appellera quelque temps "rue du Concert", puis "rue du Vieux-Concert", à cause de l'Académie de Musique, fondée sous la protection du maréchal de Villars, gouverneur de Provence, qui s'installera de 1719 à 1766 dans l'immeuble fin XVIIe-début XVIIIe situé au 10 de l'actuelle rue Venture. Aujourd'hui, une partie du bâtiment est occupée par un « Compositeur d’Étoffes », modéliste styliste qui fait écho à la création artistique sous toutes ses formes.

## Bâtiments remarquables et lieux de mémoire
- Au n° 4, se trouvait "Madame Coste", célèbre maison close de Marseille, qui fut fermée à la suite du décret de Marthe Richard de 1946. Actuellement l'immeuble est occupé par la Mutuelle des municipaux.
- Au n° 5 vécut François-Xavier Rouvière, maire de Marseille sous le Second Empire, qui y mourut durant son mandat[1].Jeton de maison close : Madame Coste 4 rue Venture MARSEILLE

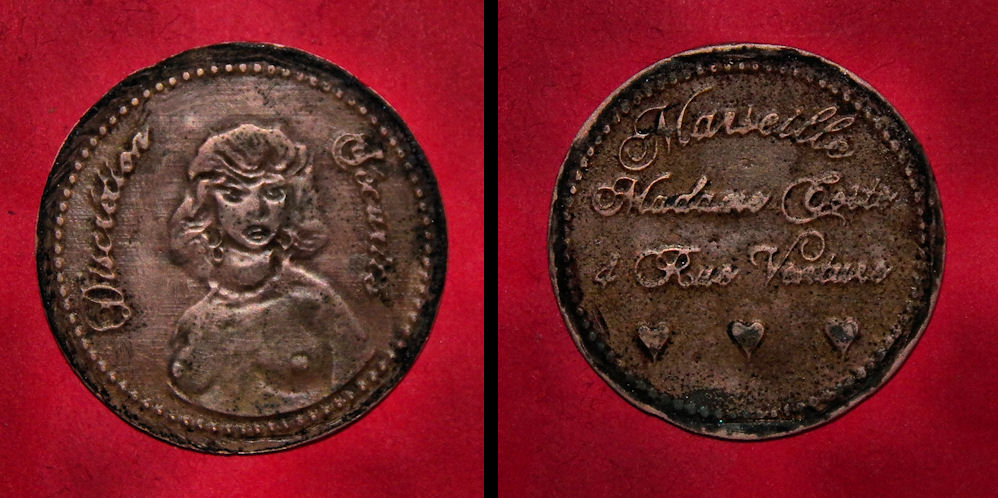
Jeton de maison close : Madame Coste 4 rue Venture MARSEILLE

- Au n° 14, une plaque rappelle le souvenir du passage de Stendhal quand il vint retrouver la comédienne Mélanie Guilbert à Marseille. Pendant son séjour (25 juillet 1805-24 mai 1806), les bureaux de Charles Meunier et Cie, chez qui Stendhal travaillait comme commis, furent en effet transférés du 38 rue Paradis à cet endroit.
- Au n° 19A, Robert Laffont créa les éditions Robert Laffont en 1941. Ses bureaux se trouvaient au 4e étage.
- Au n° 19, se trouvait le siège du Sémaphore, le plus ancien journal de Marseille. Les premiers numéros remontent à la fin 1827. Il est créé par Joseph-François Feissat et Pierre Alexandre-Henri Demonchy. Au début généraliste, il devient spécialiste du monde maritime au début du XXe siècle. Paul Barlatier (qui avait créé le Théâtre Athéna Niké) en fut directeur de 1900 à 1944. Condamné pour avoir continué de paraître sous l'Occupation, le journal disparaîtra à la Libération. Un nouveau journal lui succède, ce sera en 1946 « Marseille maritime », puis en 1947 « L'Antenne ». L'immeuble est actuellement occupé par un club de jazz mais on peut encore lire le nom du Sémaphore sur la façade.